# Heminoemacheilus
Genre
Heminoemacheilus est un genre de poissons téléostéens de la famille des Nemacheilidae et de l'ordre des Cypriniformes. Heminoemacheilus est un petit genre de « loches de pierre » endémiques de Chine.

## Liste des espèces
Selon Zhu, Y. & Zhu, D.-G. (2015), 3 espèces:
- Heminoemacheilus hyalinus J. H. Lan, J. X. Yang & Y. R. Chen, 1996
- Heminoemacheilus parvus Y. Zhu & D. G. Zhu, 2015[1]
- Heminoemacheilus zhengbaoshani S. Q. Zhu & W. X. Cao, 1987

### Note
Selon FishBase (17 juillet 2015):
- Heminoemacheilus hyalinus Lan, Yang & Chen, 1996
- Heminoemacheilus zhengbaoshani Zhu & Cao, 1987